# Форме Черати (Виченца)
Форме Черати је насеље у Италији у округу Виченца, региону Венето.
Према процени из 2011. у насељу је живело 94 становника. Насеље се налази на надморској висини од 329 м.